# Thyra Frank
Thyra Frank Rasmussen, née le 10 mai 1952 à Skørping (Danemark), est une femme politique danoise membre d'Alliance libérale (LA).

## Biographie
Après des études d'infirmières terminées en 1982, Thyra Frank travaille plusieurs années à l'hôpital de Frederiksberg. À partir de 1988, elle dirige la maison de retraite Plejehjemmet Lotte (da), nommée en 2007 parmi les cinq meilleurs établissements du pays. Elle est décorée en 2008 de l'ordre de Dannebrog.
Le 24 janvier 2011, elle est choisie pour diriger une commission gouvernementale sur les personnes âgées. Le 8 février, elle est annoncée comme candidate de l'Alliance libérale pour les élections législatives de 2011. Elle est élue au Folketing le 15 juin.
Candidate à sa réélection en 2015, elle ne parvient pas à remporter de second mandat.
Le 28 novembre 2016, elle est nommée ministre des Personnes âgées quand l'Alliance libérale intègre le nouveau gouvernement de Lars Løkke Rasmussen.
En mai 2019, elle annonce qu'elle sera pas de nouveau candidate aux élections législatives de juin. Elle quitte ses fonctions ministérielles le 27 juin 2019, après la victoire de la gauche lors du scrutin.

## Distinctions
- Chevalier de l'ordre de Dannebrog